# Sláva Sobotovičová
Sláva Sobotovičová (* 9. března 1973, Nitra) je slovensko-česká fotografka a výtvarnice, která se specializuje na video performance.

## Životopis
Narodila se v roce 1973 a patří mezi nejoriginálnější umělce českého a slovenského prostředí. Sobotovičová se zaměřuje na hlas a hudbu jako nástroje kritické reflexe společnosti. Od roku 2018 je aktivní na Visiting Artist Studio na Akademii výtvarných umění, architektury a designu v Praze. Její práce jsou publikovány v řadě prestižních časopisů a galerií po celém světě. Sobotovičová se také věnuje hudbě a její skladby jsou k dispozici na platformě SoundCloud.

## Tvorba
V její tvorbě se nejčastěji vyskytují performance, video a zvuk. Sobotovičová se inspiruje zejména vzpomínkami a rodinnými situacemi, které následně restaguje. V jejích dílech se často objevuje téma feminismu a genderových stereotypů. Sobotovičová se snaží poukázat na to, co společnost přehlíží nebo podceňuje. Její práce byly publikovány v řadě prestižních časopisů a galerií po celém světě. Mezi její nejznámější díla patří například video The Anthem of Unfulfilled Love z roku 1999, ve kterém tři dívky zpívají slovenskou hymnu s přepsanými texty, nebo dílo La Pernette se lève (anonymous, 15th century) on Top of Met Gala (Gucci Mane, 2017) z roku 2018, ve kterém kombinuje středověkou baladu s videoklipem rappera Gucci Mane.